# Grand Prix automobile de Belgique 1934

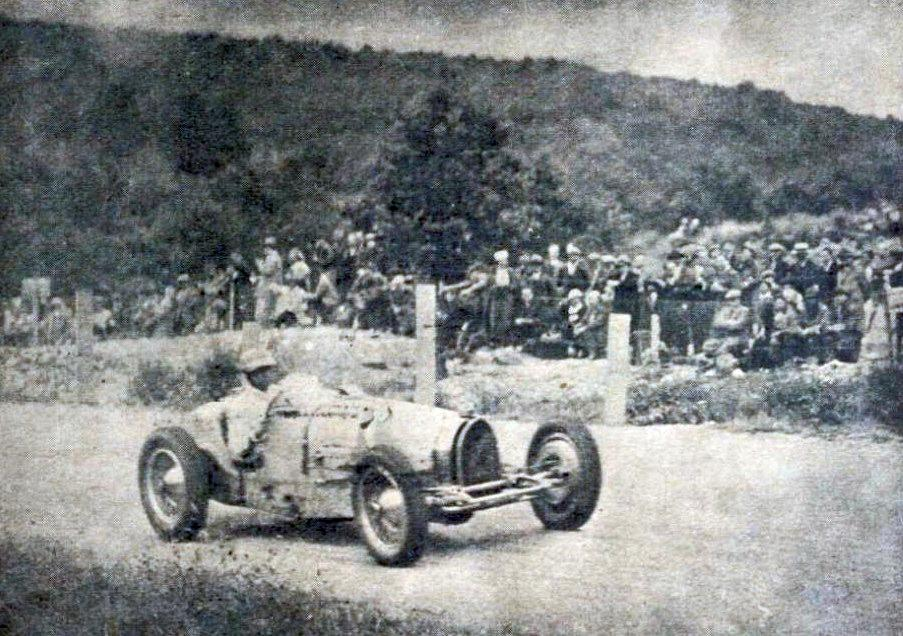
René Dreyfus, vainqueur du Grand Prix de Belgique 1934 sur Bugatti.

Le Grand Prix automobile de Belgique 1934 est un Grand Prix comptant pour le Championnat d'Europe des Pilotes qui s'est tenu sur le circuit de Spa-Francorchamps le 29 juillet 1934.

## Grille de départ
| 1re ligne | Pos. 3         |                  | Pos. 2            |                 | Pos. 1          |
| --------- | -------------- | ---------------- | ----------------- | --------------- | --------------- |
|           | Brivio Bugatti |                  | Chiron Alfa Romeo |                 | Benoist Bugatti |
| 2e ligne  |                | Pos. 5           |                   | Pos. 4          |                 |
|           |                | Varzi Alfa Romeo |                   | Dreyfus Bugatti |                 |
| 3e ligne  |                | Pos. 7           |                   | Pos. 6          |                 |
|           |                | Sommer Maserati  |                   | Montier -Ford   |                 |

## Classement de la course
| Pos  | N° | Pilote          | Écurie                 | Châssis               | Tours | Temps/Abandon    | Grille | Points |
| ---- | -- | --------------- | ---------------------- | --------------------- | ----- | ---------------- | ------ | ------ |
| 1    | 4  | René Dreyfus    | Automobiles E. Bugatti | Bugatti T59           | 40    | 4 h 15 min 3 s 8 | 4      | 1      |
| 2    | 6  | Antonio Brivio  | Automobiles E. Bugatti | Bugatti T59           | 40    | + 1 min 51 s     | 3      | 2      |
| 3    | 12 | Raymond Sommer  | Privé                  | Maserati 8CM          | 39    | + 1 tour         | 7      | 3      |
| 4    | 2  | Robert Benoist  | Automobiles E. Bugatti | Bugatti T59           | 37    | + 3 tours        | 1      | 4      |
| 5    | 24 | Charles Montier | Privé                  | Montier-Ford Speciale | 30    | + 10 tours       | 6      | 5      |
| Abd. | 16 | Achille Varzi   | Scuderia Ferrari       | Alfa Romeo Tipo B/P3  | 25    | Moteur           | 5      | 6      |
| Abd. | 8  | Louis Chiron    | Scuderia Ferrari       | Alfa Romeo Tipo B/P3  | 20    | Accident         | 2      | 6      |

- Légende: Abd.=Abandon.